# Уроци по целуване
„Уроци по целуване“ (на английски: Angus, Thongs and Perfect Snogging) е тийнейджърска романтична комедия от 2008 г. на режисьора Гъриндър Чадха, която е съсценаристка със Пол Майеда Бъргъс, Уил Макроб и Крис Вискарди, базиран на романите Angus, Thongs and Full-Frontal Snogging (1999) и It's OK, I'm Wearing Really Big Knickers (2000) от Луиз Ренисън. Във филма участват Джорджия Грум, Алън Дейвиъс, Карън Тейлър, Арън Джонсън и Елинор Томлисън.